# Après la pluie (film, 1989)
Pour les articles homonymes, voir Après la pluie.
Après la pluie est un film français réalisé par Camille de Casabianca, sorti en 1989.  
"Si on pense changer le monde, on s'aperçoit vite sur le terrain que c'est le monde qui vous change", la phrase d'un médecin humanitaire, a inspiré le film à la réalisatrice. Elle ajoute, dans le dossier de presse: "Le ton du film comporte également légèreté et comédie, car nos héros partent en mission plus par défi personnel que pour résoudre une tragédie historique. Cela ne les empêche pas de dépenser une énergie extraordinaire qui va souvent profiter à tout le monde." 

## Synopsis
Sous le coup d'un chagrin d'amour, Christine, fonceuse et naïve, part en Afrique servir la cause humanitaire. 
Bertrand est le chef de la mission "Entraide mondiale". Sa nostalgie de la colonisation s'oppose à l'esprit décontracté de l'équipe. 
Marc, jeune médecin intégré au pays, est aimé des habitants et parle leur langue. 
Quant à Salomon, aide de Bertrand, il s'avère être un agent double à la conscience torturée, membre du Front Révolutionnaire.
Dès la première distribution de vivres organisée par "Entraide Mondiale", l'armée procède à une véritable rafle afin de déplacer les populations vers les régions riches de l'Ouest du pays. Accusés d'être complices, les trois Français se font prendre en otages par la guérilla...

## Fiche technique
- Titre : Après la pluie
- Réalisation : Camille de Casabianca
- Scénario : Camille de Casabianca
- Musique : Mahmoud Ahmed
- Photographie : Patrick Blossier
- Son : Philippe Sénéchal et Matthieu Imbert
- Costumes : Monic Parelle
- Montage : Denise de Casabianca
- Production : Georges Benayoun, Paul Rozenberg
- Société de production : IMA Films
- Pays d'origine :  France
- Format : couleurs - 1,66:1 - mono - 35 mm
- Genre : comédie
- Durée : 90 minutes
- Date de sortie : 5 avril 1989

## Distribution
- Étienne Chicot : Bertrand Cohen
- Jacques Penot : Marc Lafaye
- Camille de Casabianca : Christine Faget
- Hassan Moussa Hassan : Salomon
- Asna Maki : Yeshi
- Goumati Aden : la vieille dame
- Zazie Delem : Annick
- Valérie Bornes : Mimi
- Jacques Royer : Pierrot
- Mohamed Fara : le chef des rebelles
- Salem Zeid : le monsieur « Papier bleu »
- Patrick Blossier : le pilote
- Fatouma Chelem Ali : la cuisinière
- Idriss Ibrahim : M. Méningite
- Amina Kamil : la petite Awet
- Jacques Gardrinier : l'ambassadeur
- Jacques Van Smevorde : le philosophe